# احمد بن محمد اغریسی
احمد بن محمد اغریسی با نسبت‌های راشدی و حسنی، (۱۸۳۶–۱۸۸۹م) قاضی، شاعر و فقیه مالکی الجزایری در سدهٔ نوزدهم میلادی/سیزدهم هجری و فرزند محمد بن عبدالقادر اغریسی بود. همراه پدرش به فاس کوچید، سپس در طنجه مبادی علوم فقهی را آموخت. پس از آن به تونس و ولایت شام|شام رفت و از علمای زیتونه و دمشق بسیار آموخت. به سطیف بازگشت و قضاوت آن را عهددار شد، سپس قضاوت اربعاء و مستغانم را برگرفت. حدود ۳۰ سال به قاضی جای‌های گوناگون بود. الحسام فی تکسیر السهام و کنز الرغائب فی منتخاب الجوائب دو اثر برجستهٔ اوست.